# Versenkung des Trawlers „Chian-der 3“

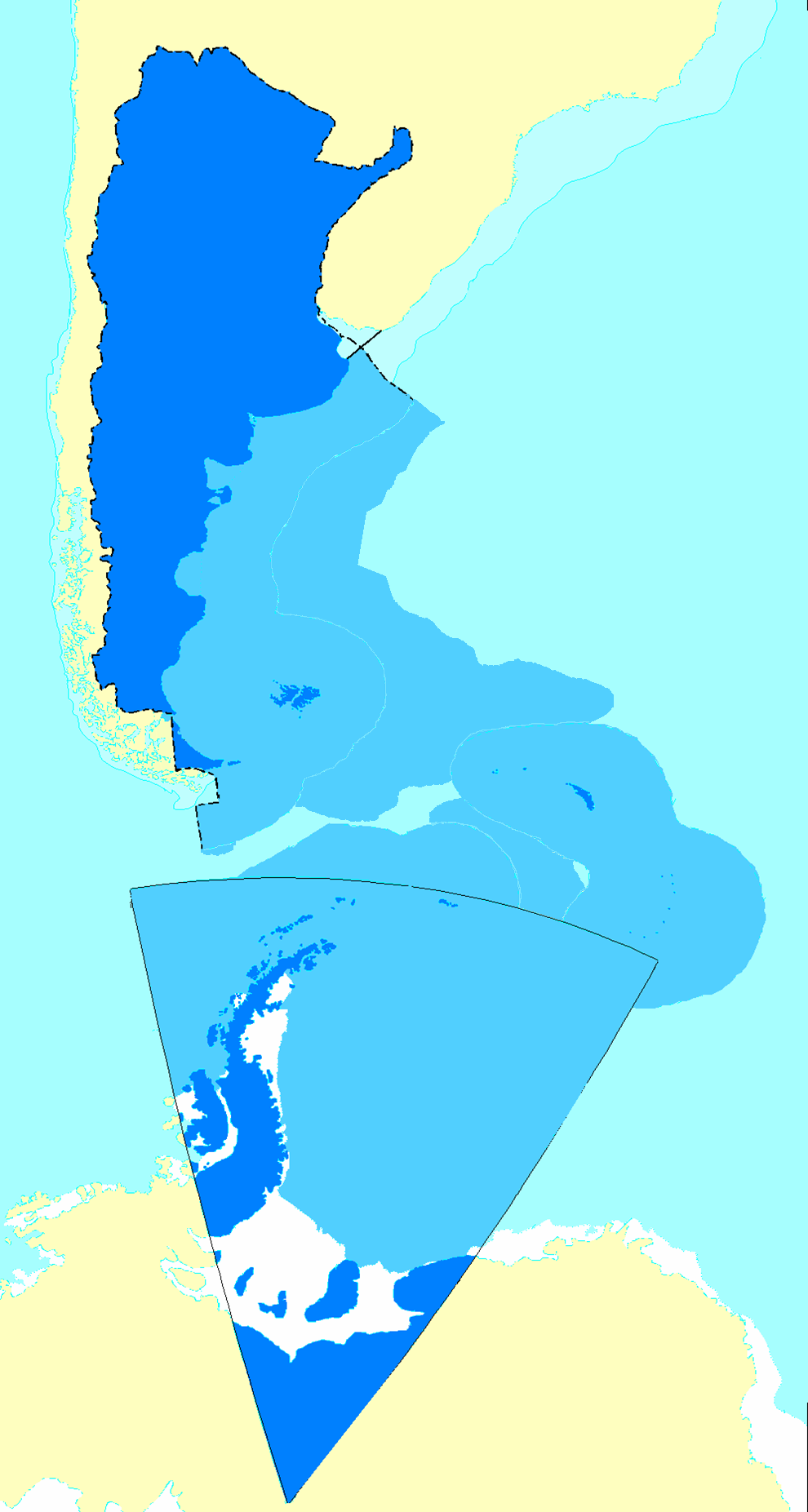
Von Argentinien beanspruchte Territorien und Ausschließliche Wirtschaftszonen

Der taiwanische Trawler Chian-der 3 wurde am 28. Mai 1986 von einem Patrouillenboot der argentinischen Küstenwache, der „Prefecto Derbes“, verfolgt und 24 Seemeilen außerhalb der britischen Sperrzone von 150 Seemeilen um die Falklandinseln beschossen, wobei der Trawler in Brand geriet. Zwei taiwanische Fischer kamen dabei ums Leben, vier weitere wurden verletzt.
Die unmittelbare Nachbarschaft der argentinischen ausschließlichen Wirtschaftszone zur von Großbritannien infolge des Falklandkriegs erklärten Sperrzone um die Falklandinseln für argentinische Schiffe wurde nach argentinischen Angaben von vielen Fischereiflotten ausgenutzt, um unerlaubt in der Zone zu fischen und sich einer Verfolgung zu entziehen.
Nach argentinischen Angaben wurde zunächst die taiwanische Chi-Fu 6 um 11:45 Uhr beim Fischen in der argentinischen Zone entdeckt; das Schiff flüchtete in die britische Sperrzone. Um 18:25 Uhr wurde die Chian-der 3 innerhalb der argentinischen 200-Meilen-Zone entdeckt, ihr Kapitän weigerte sich, das Schiff zu stoppen, woraufhin schließlich mit einem Maschinengewehr gezielte Schüsse auf den Trawler abgegeben wurden. Um 21:05 Uhr sah der argentinische Kommandant, dass der Trawler stoppte und Rauch aus dem Maschinenraum stieg. Er leitete daraufhin Rettungsmaßnahmen ein.
Die taiwanische Fischergewerkschaft nannte die Tat „barbarisch“ und Großbritannien verurteilte sie als „ungerechtfertigt und überzogen“.